# Фарис Ибрахим
Фарис Ибрахим Саид (Месо) Хассуна Эль-Бах (араб. فارس ابراهيم سعد حسونة الباخ‎; род. 4 июня 1998 года) — катарский тяжелоатлет, серебряный призёр чемпионатов мира (2019, 2021 и 2024 годов), серебряный призёр летних Азиатских игр 2018 года, олимпийский чемпион в Токио-2020, чемпион мира 2022 года. Первый олимпийский чемпион в истории Катара.

## Карьера
Начал заниматься тяжелой атлетикой по указанию отца в 10 лет. «Я родился в семье, где мой папа и мои братья были отличными атлетами, поэтому тяжелая атлетика для меня-это не просто спорт. Это действительно моя семья, моя работа, образ жизни и страсть.» Его отец Ибрагим Хассуна представлял Египет в тяжелой атлетике на Олимпийских играх в 1984, 1988 и 1992 годах. Он также служил в качестве тренера.
В 2016 году стал победителем юношеского чемпионата Азии и бронзовым призёром юниорского чемпионата мира, получив путёвку на Олимпийские игры. В 2017 и 2018 годах году одержал победы на молодёжных чемпионатах мира и Азии.
На летних Олимпийских играх в Рио-де-Жанейро 2016 года в весовой категории до 85 кг занял итоговое 7-е место с результатом 361 кг.
На чемпионате мира 2017 года, спортсмен из Катара, завоевал малую серебряную медаль в упражнение толчок в весовой категории до 94 кг. В итоговом протоколе он оказался на высоком 4-м месте с суммой 383 кг, однако, в результате дисквалификации за применение допинга Ауримаса Диджбалиса спортсмен переместился на 3-е место и стал бронзовым призером чемпионата мира.
Серебряный призёр Азиатских игр 2018 года. Его общий вес на штанге составил 381 кг.
В начале ноября 2018 года на чемпионате мира в Ашхабаде, катарский спортсмен, в весовой категории до 96 кг, завоевал бронзовую медаль в упражнение толчок, подняв штангу весом 217 кг, в итоговом протоколе он стал пятым (388 кг.).
На предолимпийском чемпионате мира 2019 года, который проходил в Таиланде, катарский спортсмен завоевал серебряную медаль в весовой категории до 96 кг. Общий вес на штанге 402 кг. В толкании штанги он стал вторым (224 кг). В олимпийском квалификационном рейтинге занял 1-е место.
На летних Олимпийских играх в Токио, которые состоялись в 2021 году, катарский атлет завоевал титул чемпиона Олимпийских игр.
В декабре 2021 года принял участие в чемпионате мира, который состоялся в Ташкенте. В весовой категории до 96 килограммов, Фарис по сумме двух упражнений с весом 394 кг стал обладателем серебряной медали. В упражнении толчок он завоевал малую золотую медаль.
На чемпионате мира 2022 года в Боготе, в Колумбии в категории до 102 кг завоевал чемпионский титул по сумме двух упражнений с результатом 391 кг, также в его копилке малая серебряная медаль в толчке (217 кг).
В Саудовской Аравии, где состоялся Чемпионат мира по тяжёлой атлетике 2023 года, катарский спортсмен в категории до 102 кг стал седьмым с результатом 388 кг по сумме двух упражнений. Малая серебряная медаль в толчке досталась ему.
В декабре 2024 года в Манаме, на чемпионате мира, Фарис выступил в весовой категории до 102 кг, где смог завоевать серебряную медаль с результатом 399 кг. В упражнении толчок он завоевал малую серебряную медаль (225 кг).

## Спортивные результаты
| Год  | Соревнование                                          | Место проведения | Весовая категория | Рывок  | Толчок | Сумма двоеборья | Место      |
| 2016 | Чемпионат Азии                                        | Ташкент          | до 85 кг          | 150 кг | 196 кг | 346 кг          | 6          |
| 2016 | International Fajr Cup                                | Тегеран          | до 85 кг          | 151 кг | 201 кг | 352 кг          | 5          |
| 2016 | Чемпионат мира среди юниоров                          | Тбилиси          | до 85 кг          | 150 кг | 196 кг | 346 кг          | 3          |
| 2016 | Летние Олимпийские игры                               | Рио-де-Жанейро   | до 85 кг          | 158 кг | 203 кг | 361 кг          | 7          |
| 2016 | Чемпионат Азии среди юниоров                          | Токио            | до 85 кг          | 152 кг | 200 кг | 352 кг          | 1          |
| 2016 | International Qatar Cup                               | Доха             | до 85 кг          | 157 кг | 195 кг | 352 кг          | 1          |
| 2017 | Чемпионат мира среди юниоров                          | Токио            | до 85 кг          | 160 кг | 193 кг | 353 кг          | 1          |
| 2017 | Чемпионат Азии среди юниоров                          | Катманду         | до 94 кг          | 165 кг | 210 кг | 375 кг          | 1          |
| 2017 | Азиатские игры в помещениях                           | Ашхабад          | до 94 кг          | 168 кг | 211 кг | 379 кг          | 4          |
| 2017 | Чемпионат мира                                        | Анахайм          | до 94 кг          | 163 кг | 220 кг | 383 кг          | 3          |
| 2018 | Чемпионат Азии среди юниоров                          | Ургенч           | до 94 кг          | 166 кг | 221 кг | 387 кг          | 1          |
| 2018 | Чемпионат мира среди юниоров                          | Ташкент          | до 94 кг          | 170 кг | 215 кг | 385 кг          | 1          |
| 2018 | Азиатские игры                                        | Джакарта         | до 94 кг          | 166 кг | 215 кг | 381 кг          | 2          |
| 2018 | Чемпионат мира                                        | Ашхабад          | до 96 кг          | 171 кг | 217 кг | 388 кг          | 5          |
| 2018 | International Qatar Cup                               | Доха             | до 96 кг          | 172 кг | 225 кг | 397 кг          | 01 ! [ 2 ] |
| 2019 | Чемпионат Азии                                        | Нинбо            | до 96 кг          | 174 кг | —      | —               | DNF        |
| 2019 | Чемпионат мира                                        | Паттайя          | до 96 кг          | 178 кг | 224 кг | 402 кг          | 2          |
| 2019 | Международный турнир памяти Наима Сулейманоглу        | Газиантеп        | до 96 кг          | 171 кг | 226 кг | 397 кг          | 1          |
| 2019 | International Qatar Cup                               | Доха             | до 96 кг          | 176 кг | 228 кг | 404 кг          | 2          |
| 2020 | Чемпионат Спортивной федерации исламской солидарности | Ташкент          | до 102 кг         | 159 кг | 194 кг | 353 кг          | 2          |
| 2021 | Чемпионат Азии                                        | Ташкент          | до 102 кг         | 174 кг | 222 кг | 396 кг          | 2          |
| 2021 | Летние Олимпийские игры                               | Токио            | до 96 кг          | 177 кг | 225 кг | 402 кг          | 1          |
| 2021 | Чемпионат мира                                        | Ташкент          | до 96 кг          | 172 кг | 222 кг | 394 кг          | 2          |
| 2022 | Чемпионат мира                                        | Богота           | до 102 кг         | 174 кг | 217 кг | 391 кг          | 1          |
| 2023 | Чемпионат мира                                        | Эр-Рияд          | до 102 кг         | 170 кг | 218 кг | 388 кг          | 7          |
| 2024 | Чемпионат мира                                        | Манама           | до 102 кг         | 174 кг | 225 кг | 399 кг          | 2          |